# 127
127（一百二十七）是126与128之间的自然数，是一個質數。

## 数学性质
- 第31個質數。前一個為113、下一個為131。
  - 第10個幸运素数
  - 立方質數：{\displaystyle (7^{3}-6^{3})/(7-6)}
  - 第4個梅森質數（{\displaystyle 2^{7}-1}），對應的完全數為8128，{\displaystyle 2^{6}\left(2^{7}-1\right)}。前一個為31、下一個為8191。
  - 高斯質數之一。
- 第96個虧數，真因數和為1，虧度為126。前一個為125、下一個為128。
- 第87個不尋常數，大於平方根的質因數為127。前一個為124、下一個為129。
- 第78個無平方數因數的數。前一個為123、下一個為129。
- 第54個十进制的等數位數。前一個為123、下一個為129。
- 第3個雙重梅森數
- 第7個中心六邊形數
- 第7個默慈金數
- {\displaystyle 2^{127}-1}亦是梅森質數，卢卡斯在1876年發現。他聲稱用了19年時間以雙手算出這個結果。

### 在趣味數學
- 127 在二進位中是循環單位（1111111）。
- 十进制中的傅利曼數：{\displaystyle -1+2^{7}=127}，而且組成數字在算式出現順序和數字本身順序一致，所以是好傅利曼數；二进制中也是：{\displaystyle 1111111=(1+1)^{111}-1\times 1}
- {\displaystyle {{{{4}^{3}}\times {2}}-{1}}=127}
- 1234567的最小質因數
- 最小的數（大於5）不能表示成2的乘方和一質數的和

## 在其他領域
- Delete字符的ASCII和Unicode碼。
- ASCII字元有0至127。
- 8位元二補數所能表示的最大正整數。
- 《127小時》，美國电影
- 的毒品舉報熱線電話。[1]